# 派拉蒙電視網 (國際)
派拉蒙電視網（英語：Paramount Network）是隸屬於派拉蒙國際電視網的國際頻道，主要播映派拉蒙影業的電影以及派拉蒙全球的電視節目。國際頻道最早在2012年3月30日於西班牙開播，而後擴展至歐洲、東非、拉丁美洲以及亞洲。

## 節目（亞洲）

### 綜藝
- 基和皮爾
- 每日秀天天SHOW
- 週六夜現場

### 影集
- 1833
- 雄心壯誌（Ambition）
- 奧卡菲娜成長記（英语：Awkwafina Is Nora from Queens）
- 咬噬
- 醉酒史（英语：Drunk History）
- 聯邦調查局
- 「法」妻
- 凱薩琳大帝／大帝
- 人物先生（英语：Mr. Mayor）
- 重返犯罪現場：新奧爾良
- 東鄰西舍／不良鄰居
- 吸血鬼西蒂（Siti Vampire）
- 星空奇遇記：發現號
- 星空奇遇記：奇異新世界
- 黃石